# Morimondo
Morimondo là một đô thị ở tỉnh Milano, vùng Lombardia của Italia, khoảng 20 km về phía tây nam của Milano. Tại thời điểm ngày 31 tháng 12 năm 2004, đô thị này có dân số 1.206 và diện tích là 26,2 km².
Morimondo giáp các đô thị: Abbiategrasso, Abbiategrasso, Vermezzo, Gudo Visconti, Zelo Surrigone, Ozzero, Rosate, Vigevano, Bubbiano, Casorate Primo, Besate.